# Fairmount (Dakota Północna)
Fairmount – miasto w Stanach Zjednoczonych, w stanie Dakota Północna, w hrabstwie Richland.